# Птиците на Америка
„Птиците на Америка“ (на английски: The Birds of America) е книга-албум в четири тома, с илюстрации на птици от Северна Америка, изобразени в естествена големина, изпълнени от американския художник натуралист Джон Джеймс Одюбон. Издава се в Единбург и Лондон в периода 1827 - 1838 година. Първото издание (в тираж около 180-200 екземпляра) е признато за шедьовър на книгоиздаването и е библиографска рядкост. „Птиците на Америка“ е най-скъпата печатна книга в света, която е продавана на публичен аукцион.

## Първо издание
През 1820 г. Одюбон решава да издаде албум с илюстрации на всички птици, обитаващи Северна Америка. Неуспял да осигури финансиране на работата си в САЩ, художникът събира нарисуваните вече илюстрации и през 1826 г. заминава за Великобритания, където успява да заинтересува от своя проект няколко известни гравьори. За да разшири кръга от потенциални абонати на изданието, Одюбон изнася лекции и в Париж. В крайна сметка за „Птиците на Америка“ се абонират множество знатни особи, сред които френският крал Шарл X и британската кралица Аделаида Саксен-Мейнинген.
„Птиците на Америка“ е публикувана през периода 1827 – 1838 г. в четири тома във вид на луксозен албум с огромни размери (99 см x 66 см), съдържащи 435 таблици с 1065 рисунки на птици.
Уникалността на изданието се състои във високото качество на илюстрациите. Във време, когато фотографията прави първите си стъпки, детайлно гравираните илюстрации, отличаващи се с голяма точност, предизвикват сензация сред зоолозите, не само със своето естетическо, но и с научното си значение (още повече че шест от изобразените от Одюбон птици вече са изчезнали видове). От първото издание са запазени 119 екземпляра.

## Последващи издания
Първото издание предизвиква възторжени отзиви и бързо става библиографска рядкост. През 1832—1833 г. отново посещава Европа, като след завръщането си в Америка се установява в Ню Йорк и публикува 2-ро издание на „Птиците на Америка“ в седем тома, във формат ин-октаво, публикувано в Ню Йорк, през 1839 – 1844 г., с 500 таблици.
През 1831 г. заедно с шотландския натуралист Уилям МакГилеври започнва издаването на съпътстващия „Птиците на Америка“ труд – „Орнитологически биографии“ (The Ornithological Biography). Той излиза във Филаделфия в пет тома през 1831-1839 г. и съдържа описание на навиците и начина на живот на птиците, които Одюбон рисува. През 1939 г. е публикувана и „Обзор на птиците на Америка“ (A Synopsis of the Birds of America), която служи като указател към „Орнитологически биографии“.
Между 1839 и 1844 г. обединява двете книги, „Птиците на Америка“ и „Орнитологически биографии“, и ги издава в 7 тома, във формат ин-октаво, отново под названието „Птиците на Америка“ (Ню Йорк, 1839–1844). Това издание съдържа 448 таблици с 1065 илюстрации. Смята си, че от първото издание на този труд са запазени 175 комплекта. Следващото издание е 6 томно, реализирано в Ню Йорк, през 1863 г. До края на века „Птиците на Америка“ са преиздадени пет пъти с няколко допълнения.

## Рекорди
По данни към края на 2010 г., в списъка на десетте най-скъпи печатни книги в света, половината са екземпляри от първото издание на „Птиците на Америка“. В целия свят са запазени само 119 екземпляра, от които само 11 се намират в частни колекционери. Един от тези екземпляри е продаден през 2000 г. на аукцион на „Кристис“ за 8,8 милиона щатски долара. През декември 2010 г. на аукцион на „Сотбис“ е установен нов рекорд: екземпляр от първото издание на „Птиците на Америка“ от колекцията на лорд Хескет е продаден за 11,5 милиона долара, което го прави най-скъпата печатна книга в света, продадена на аукцион.

## „Птиците на Америка“ в България
В България се намират три екземпляра от по-късни издания на „Птиците на Америка“. Един от екземплярите се намира във фонда на сливенската художествена галерия „Димитър Добрович“, другите два са притежание на пловдивската народна библиотека „Иван Вазов“. Сливенският екземпляр е част от издание от 1972 г., отпечатано в Лайпциг с тираж само 500 броя.